# The Last Express
The Last Express è un'avventura grafica creata da Jordan Mechner e dalla Smoking Car Productions, pubblicata nel 1997. 
È ambientata sul celebre Orient Express e ne racconta l'ultima, travagliata corsa, che ha luogo in un'atmosfera tesa e rovente pochi giorni prima dello scoppio della Grande Guerra. Si segnala per essere uno dei primi videogiochi ad aver provato a simulare una situazione di "tempo reale" (un minuto nella storia del gioco corrisponde ad un minuto nella realtà).

## Trama
Il gioco è ambientato nel 1914, sull'Orient Express. Il protagonista, il medico americano Robert Cath, ricercato dalla polizia per aver aggredito un poliziotto inglese (sembra di capire che Cath sia un fiancheggiatore dei nazionalisti irlandesi) salta sul treno in corsa dopo aver ricevuto una lettera del suo amico Tyler Whitney, che è già salito sul treno a Parigi. Nella missiva, Whitney lo informa di avere fatto una scoperta interessante e chiede la sua consulenza.
Dopo essersi infiltrato sul treno, Cath avrà però un'amara sorpresa: nello scompartimento di Tyler scoprirà infatti il cadavere sfregiato di quest'ultimo. Temendo di essere accusato del delitto, Cath si sbarazza della salma gettandola dal finestrino, e decide di farsi passare per l'amico, vista la notevole somiglianza che c'è tra i due.
Coinvolto in loschi intrighi politici e misteriose vicende che sembrano ruotare attorno ad un gigantesco Uovo Fabergé, Cath si confronterà con tutti i personaggi del treno, che rappresentano un fedele spaccato della problematica società europea alla fine della belle époque. Così si troverà a trattare con un mercante d'armi tedesco, a collaborare con dei ribelli serbi, a curare un vecchio nobile russo minacciato da un giovane anarchico, a doversi difendere da un bieco principe africano con l'hobby del collezionismo, a innamorarsi di una spia-violinista austriaca, a condividere i pasti con ingegneri francesi, gentiluomini inglesi, giovani lesbiche francesi.
Il gioco si chiude con l'arrivo a Costantinopoli dell'Orient Express (dirottato dai serbi) proprio il giorno dello scoppio della prima guerra mondiale, che pone fine ai sogni d'amore di Cath e della bella violinista.

## Modalità di gioco
Il gioco (con visuale in prima persona) si avvale di una grafica che ricorda lo stile liberty proprio dell'epoca in cui è ambientata la storia, ed è stato realizzato utilizzando la tecnica del rotoscope. Questa tecnica consiste nel far recitare ogni scena del gioco ad attori in carne ed ossa truccati con un make-up particolare, e filmare il tutto utilizzando come sfondo uno schermo blu; dopodiché, dai filmati viene estratto un numero limitato di frame, che verranno proiettati sullo scenario di gioco, che in questo caso consisteva in una vera carrozza dell'Orient Express ricostruita in 3D per l'occasione sulla base di documenti fotografici.
I personaggi si muoveranno quindi "a scatti", ma ne guadagneranno molto in realismo. 
Come già detto, poi, il gioco è "in tempo reale" (a un minuto nel gioco equivale sei minuti nella realtà, come si può constatare consultando un grande orologio presente nel vagone ristorante del treno).

## Colonna sonora
La colonna sonora è completamente originale, eccezion fatta per la Sonata per violino e pianoforte in la maggiore di César Franck eseguita per intero dalla violinista e dal Principe Kronos in un momento del gioco in cui i due inscenano un 
concerto.